# Paul Nguyễn Bình Tĩnh
Paul Nguyễn Bình Tĩnh PSS (ur. 30 czerwca 1930 w Phát Diệm, zm. 21 listopada 2023) – wietnamski duchowny katolicki, biskup diecezji Ðà Nẵng w latach 2000-2006.

## Życiorys
Święcenia kapłańskie przyjął 31 maja 1960 dla diecezji Kon Tum. Rok później został członkiem Stowarzyszenia Prezbiterów św. Sulpicjusza. Był m.in. przewodniczącym diecezjalnej Rady Kapłańskiej (1987-1994) i rektorem seminarium w Huế (1994-2000).

### Episkopat
10 maja 2000 został mianowany przez papieża Jana Pawła II biskupem koadiutorem diecezji Ðà Nẵng. Sakry biskupiej udzielił mu 30 czerwca tegoż roku ordynariusz tejże diecezji, bp François Xavier Nguyễn Quang Sách. Po przejściu bpa Quang Sácha na emeryturę 6 listopada 2000 objął rządy w diecezji.
13 maja 2006 przeszedł na emeryturę.